# Lois Haibt
Lois Haibt (1934) je američki računarski naučnik i možda je najpoznatija po tome što je bila član tima od 10 ljudi u IBM koji su razvili Fortran, prvi uspešan programski jezik na visokom nivou.

## Biografija i karijera
Priključila se FORTRAN timu u IBM, vođenom Džonom Backusom, nakon diplomiranja na Vassar koledžu. Ona je bila jedini ženski član tima.
Uzeli su svakoga za koga se činilo da ima sposobnosti za rešavanje problema - igrače bridža, šahiste, čak i žene.— Lois Haibt
Lois Haibt je bila namamljena na IBM posle diplomiranja na Vassaru, gde je bila dobra u matematici i nauci, početnom platom od $5,100, skoro duplo više nego u ponudi od Bell Laboratories. "Rekli su mi da je posao programiranje kompjutera," rekla je. "Imala sam samo maglovitu ideju šta je to. Ali sam mislila da to mora biti nešto interesantno i izazovno, ako će mi platiti sav taj novac."
"To je bila vrsta atmosfere gde, ako nisi mogao da vidiš šta nije bilo u redu sa tvojim programom, samo bi se okrenuo sledećoj osobi," priseća se ona. "Niko nije brinuo da li će delovati glupo ili posesivno zbog svog koda. Mi smo samo učili zajedno."
Lois Haibt je imala zadatak da piše računarski modul koji analizira kontrolu protoka od strane kompajlera koji je prikupljao informacije o programu koji se kompajlira i obračunava učestalost kojom će se izvršavati osnovni delovi programa, koristeći Monte Karlove metode. 
Udala se za Luthera Haibta  (Maj 4, 1929 – Decembar 3, 2000) i živeli su u Katonahu (New York), i imali su ćerku Kerolin (Carolyn). Godinama je radila kao sistemski analitičar i istraživač za Yorktown Heights IBM Research Laboratory, gde je njen posao uključivao rad na vizuelizaciji programske strukture koristeći program koji je razvila da crta grafikone više nivoa protoka. Kasnije je radila je na analizi Petri net-a i generisanju programa za njih.

## Posao
- Original Paper on FORTRAN from 1957

## Spoljašnje veze
- „LOIS HAIBT: An Interview Conducted by Janet Abbate for the IEEE History Center, 2 August 2001”. GHN: IEEE Global History Network. Приступљено 29. 11. 2013.
- „Group Photo at 1982 Pioneer Day Banquet”. Computer History Museum. Приступљено 29. 11. 2013.